# Omar Alberto Sánchez Cubillos

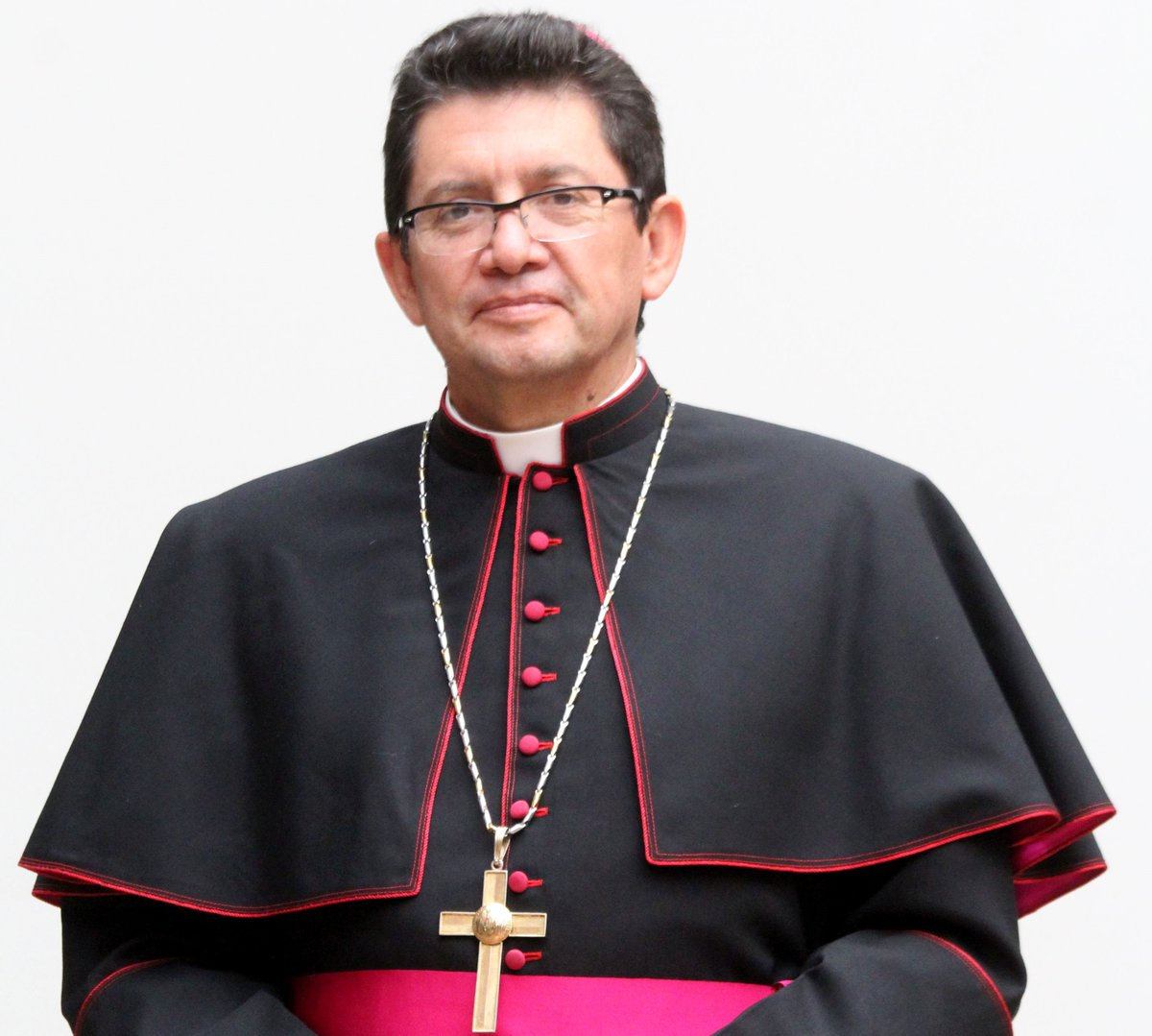
Erzbischof Omar Alberto Sánchez Cubillos

Wappen als Bischof von Tibú

Omar Alberto Sánchez Cubillos OP (* 20. September 1963 in Cogua) ist ein kolumbianischer Ordensgeistlicher und römisch-katholischer Erzbischof von Popayán.

## Leben
Omar Alberto Sánchez Cubillos trat der Ordensgemeinschaft der Dominikaner bei, legte die Profess am 2. Februar 1989 ab und empfing am 17. Februar 1990 die Priesterweihe. Er schloss sein kirchliches Studium am Studium Generale des Predigerordens in Kolumbien ab und absolvierte ein Lizenziatsstudium in Philosophie und Religionswissenschaften an der Universität St. Thomas von Bogotá, ein Lizenziatsstudium in Dogmatischer Theologie an der Päpstlichen Universität St. Thomas von Aquin in Rom und eine Spezialisierung an der Universität St. Thomas von Bogotá.
Er war Professor an der Universität St. Thomas von Bogotá sowie Pfarrer von San Luis Bertrán in Barranquilla. In seiner Ordensgemeinschaft hatte er verschiedene Ämter inne wie Präsident des Verwaltungsrates der Dominikanischen Gesellschaft Opción Vida, Justicia y Paz, Provinzrat der Ordensprovinz von San Luis Bertrán in Kolumbien, Oberer der Casa José de Calasanz in Villavicencio und Prior des Klosters Christi des Königs in Bucaramanga. Er ist Gründer der Dominikanischen Gemeinschaft und Direktor des Centre for Educación a distancia in Villavicencio.
Papst Benedikt XVI. ernannte ihn am 8. Juni 2011 zum Bischof von Tibú. Die Bischofsweihe spendete ihm der Bischof von Magangué, Jorge Leonardo Gómez Serna OP, am 8. August desselben Jahres; Mitkonsekratoren waren Erzbischof Aldo Cavalli, Apostolischer Nuntius in Kolumbien, und Jesús Rubén Salazar Gómez, Erzbischof von Bogotá. Die feierliche Amtseinführung (Inthronisation) fand am 3. September desselben Jahres statt. 
Am 12. Oktober 2020 ernannte ihn Papst Franziskus zum Erzbischof von Popayán. Die Amtseinführung erfolgte am 12. Dezember desselben Jahres.
Am 6. Juli 2021 wurde Omar Alberto Sánchez Cubillos zum Vizepräsidenten der katholischen Bischofskonferenz von Kolumbien gewählt.